# Liste der Monuments historiques in Boulages
Die Liste der Monuments historiques in Boulages führt die Monuments historiques in der französischen Gemeinde Boulages auf.

## Liste der Objekte
| Bezeichnung                        | Beschreibung                                                | Standort                                  | Kennzeichnung | Schutzstatus | Datum | Bild |
| ---------------------------------- | ----------------------------------------------------------- | ----------------------------------------- | ------------- | ------------ | ----- | ---- |
| Skulptur Heiliger Nikolaus         | Holz, einfarbig gefasst, zweite Hälfte des 16. Jahrhunderts | in der Kirche St-Pierre-et-St-Paul (Lage) | PM10000304    | Classé       | 1911  |      |
| Zwei Skulpturen: Petrus und Paulus | Holz, farbig gefasst, 1780                                  | in der Kirche St-Pierre-et-St-Paul (Lage) | PM10000306    | Classé       | 1913  |      |
| Gemälde Barmherzigkeit Christi     | Ölfarbe auf Leinwand, 1666 von Joachim Duviert              | in der Kirche St-Pierre-et-St-Paul (Lage) | PM10000305    | Classé       | 1911  |      |
| Skulptur Heilige Barbara           | Holz, farbig gefasst, 16. Jahrhundert                       | in der Kirche St-Pierre-et-St-Paul (Lage) | PM10004754    | Inscrit      | 1973  |      |
| Skulptur Heiliger Eligius          | Holz, farbig gefasst, 16. Jahrhundert                       | in der Kirche St-Pierre-et-St-Paul (Lage) | PM10004755    | Inscrit      | 1973  |      |